# Sanbe
Sanbe nebo Sambe je v současnosti neaktivní stratovulkán, nacházející se na jihozápadě japonského ostrova Honšú u pobřeží Japonského moře, asi 70 km severně od Hirošimy. Vrchol sopky je tvořen menší kalderou s průměrem asi 1 km, nejvyšší bod (1 126 m) je štít O-Sanbi na severním okraji komplexu.
Vulkán byl aktivní v pleistocénu a holocénu, poslední série větších explozivních erupcí se odehrála přibližně před 3700 lety, což bylo doloženo datováním pyroklastických proudů na severovýchodním a jihovýchodním svahu. V oblasti sopky se nacházejí četné horké prameny.